# Atletica leggera ai Giochi della XXXI Olimpiade - Lancio del martello femminile

Video ufficiale della Finale

Il lancio del martello ha fatto parte del programma femminile di atletica leggera ai Giochi della XXXI Olimpiade. La competizione si è svolta nei giorni 12 e 15 agosto allo Stadio Nilton Santos di Rio de Janeiro.

## Presenze ed assenze delle campionesse in carica
Per i campionati europei si considera l'edizione del 2014.
| Competizione         | Atleta              | Prestazione | Rio 2016  |
| -------------------- | ------------------- | ----------- | --------- |
| Olimpiadi 2012       | Anita Włodarczyk    | 77,60 m     | Presente  |
| Commonwealth 2014    | Sultana Frizell     | 71,97 m     | Assente   |
| Europei 2014         | Anita Włodarczyk    | 78,76 m     | Presente  |
| Asiatici 2014        | Wang Zheng          | 77,33 m     | Presente  |
| Panamericani 2015    | Rosa Rodriguez      | 71,61 m     | Presente  |
| Africani 2015        | Laetitia Bambara    | 66,91 m     | Non qual. |
| Mondiali 2015        | Anita Włodarczyk    | 80,85 m     | Presente  |
|                      |                     |             |           |
| Mondiali junior 2012 | Alexandra Tavernier | 70,62 m     | Presente  |

## La gara
Per la prima volta nella storia olimpica della specialità, la finale viene disputata alle 11:40 di mattina.

La grande favorita è la polacca Anita Włodarczyk, primatista mondiale con 81,08 metri (2015).

Al primo turno la polacca è l'unica, con la cinese Zhang Wenxiu, a superare 75 metri: 76,35 per lei e 75,06 per la Zhang. Al secondo turno la Włodarczyk lancia a 80,40 metri e si rende imprendibile per le avversarie: è il nuovo record olimpico. Sale al terzo posto l'inglese Sophie Hitchon con 73,29 m. 

Il quarto turno è l'apoteosi della Włodarczyk: stabilisce il nuovo record del mondo con una bordata a 82,29 metri. Fa un passo avanti anche la Zhang, che si porta a 76,19 consolidando la sua seconda posizione. Si migliora al quinto lancio con il definitivo 76,75.

Al quarto turno Betty Heidler si è avvicinata alla Hitchon (72,71) e al quinto lancio la supera: 73,71. All'inglese rimane una sola prova per rispondere alla tedesca. Al suo ultimo lancio si supera: stabilisce con 74,54 il nuovo record nazionale (il suo 13º primato nella specialità) e conquista il bronzo.
La Gran Bretagna non vinceva una medaglia olimpica nel martello dai Giochi di Amsterdam 1924 (Malcolm Nokes).
I 70,09 metri di Hanna Skydan sono la miglior misura mai ottenuta per un'atleta che non si è qualificata alla finale.

I 76,93 m di Anita Włodarczyk sono la miglior misura mai ottenuta nel turno di qualificazione.

## Risultati

### Qualificazione
Qualificazione: 72,00 m (Q) o le migliori 12 misure (q).
| Posizione | Gruppo | Nome                       | Nazionalità   | Lanci | Lanci | Lanci | Risultato | Note |
| Posizione | Gruppo | Nome                       | Nazionalità   | 1°    | 2°    | 3°    | Risultato | Note |
| --------- | ------ | -------------------------- | ------------- | ----- | ----- | ----- | --------- | ---- |
| 1         | A      | Anita Włodarczyk           | Polonia       | 76,93 | –     | –     | 76,93     | Q    |
| 2         | B      | Zhang Wenxiu               | Cina          | n     | 70,72 | 73,58 | 73,58     | Q    |
| 3         | A      | Rosa Rodriguez             | Venezuela     | n     | 69,34 | 72,41 | 72,41     | Q    |
| 4         | B      | Joanna Fiodorow            | Polonia       | 71,77 | 71,59 | 69,29 | 71,77     | q    |
| 5         | A      | Zalina Marghieva           | Moldavia      | 68,80 | 71,72 | 70,90 | 71,72     | q    |
| 6         | B      | Betty Heidler              | Germania      | 71,17 | 66,62 | 68,60 | 71,17     | q    |
| 7         | B      | Hanna Malyshik             | Bielorussia   | n     | 64,69 | 71,12 | 71,12     | q    |
| 8         | B      | Amber Campbell             | Stati Uniti   | 71,09 | n     | n     | 71,09     | q    |
| 9         | A      | Deanna Price               | Stati Uniti   | 69,25 | 69,52 | 70,79 | 70,79     | q    |
| 10        | A      | Wang Zheng                 | Cina          | 68,91 | 70,60 | n     | 70,60     | q    |
| 11        | B      | Sophie Hitchon             | Gran Bretagna | n     | 70,37 | 68,68 | 70,37     | q    |
| 12        | A      | Alexandra Tavernier        | Francia       | n     | 68,42 | 70,30 | 70,30     | q    |
| 13        | B      | Hanna Skydan               | Azerbaigian   | 67,05 | 68,98 | 70,09 | 70,09     |      |
| 14        | A      | Gwen Berry                 | Stati Uniti   | 68,07 | n     | 69,90 | 69,90     |      |
| 15        | B      | Malwina Kopron             | Polonia       | 69,31 | 69,69 | n     | 69,69     |      |
| 16        | A      | Liu Tingting               | Cina          | 67,40 | 69,14 | 63,35 | 69,14     |      |
| 17        | A      | Katerina Safrankova        | Rep. Ceca     | 66,52 | 68,33 | 65,30 | 68,33     |      |
| 18        | B      | Kathrin Klaas              | Germania      | 67,92 | 64,89 | 67,01 | 67,92     |      |
| 19        | A      | Martina Hrašnová           | Slovacchia    | 67,63 | 66,10 | 64,32 | 67.63     |      |
| 20        | A      | Alena Sobaleva             | Bielorussia   | n     | 66,71 | 67,06 | 67,06     |      |
| 21        | B      | Tuğçe Şahutoğlu            | Turchia       | 65,47 | 67,05 | 61,92 | 67,05     |      |
| 22        | A      | Iryna Novozhylova          | Ucraina       | 66,70 | n     | 65,15 | 66,70     |      |
| 23        | A      | Heather Steacy             | Canada        | 66,01 | n     | 63,78 | 66,01     |      |
| 24        | B      | Marina Marghieva-Nikisenko | Moldavia      | 65,19 | 63,82 | 65,10 | 65,19     |      |
| 25        | B      | Amy Sène                   | Senegal       | 64,83 | n     | 60,91 | 64,83     |      |
| 26        | A      | Kıvılcım Kaya Salman       | Turchia       | n     | n     | 64,79 | 64,79     |      |
| 27        | B      | Jennifer Dahlgren          | Argentina     | 63,03 | n     | n     | 63,03     |      |
| 28        | B      | Iryna Klymets              | Ucraina       | 62,00 | n     | 62,75 | 62,75     |      |
| 29        | A      | Charlene Woitha            | Germania      | n     | n     | 62,50 | 62,50     |      |
| 30        | A      | Daina Levy                 | Giamaica      | n     | 60,35 | n     | 60,35     |      |
| 31        | B      | Nataliya Zolotukhina       | Ucraina       | 56,60 | n     | 56,96 | 56,96     |      |
| 32        | B      | Yirisleydi Ford            | Cuba          | 10,91 | n     | n     | 10,91     |      |

### Finale
| Record mondiale      | Anita Włodarczyk | 81,08 m | Władysławowo | 1º agosto 2015 |
| Record olimpico      | Tat'jana Lysenko | 78,18 m | Londra       | 11 agosto 2012 |
| Capolista stagionale | Anita Włodarczyk | 80,26 m | Cetniewo     | 12 luglio 2016 |

Lunedì 15 agosto, ore 11:40.
| Pos.    | Atleta              | Età | Nazione       | Lanci | Lanci | Lanci | Lanci           | Lanci           | Lanci           | Misura | Note             |
| Pos.    | Atleta              | Età | Nazione       | 1°    | 2°    | 3°    | 4°              | 5°              | 6°              | Misura | Note             |
| ------- | ------------------- | --- | ------------- | ----- | ----- | ----- | --------------- | --------------- | --------------- | ------ | ---------------- |
| Oro     | Anita Włodarczyk    | 31  | Polonia       | 76,35 | 80,40 | 82,29 | n               | 81,74           | 79,60           | 82,29  | Record mondiale  |
| Argento | Zhang Wenxiu        | 30  | Cina          | 75,06 | 74,04 | 76,19 | 74,65           | 76,75           | 70,93           | 76,75  |                  |
| Bronzo  | Sophie Hitchon      | 25  | Gran Bretagna | n     | 73,29 | 71,73 | 72,28           | 72,89           | 74,54           | 74,54  | Record nazionale |
| 4       | Betty Heidler       | 33  | Germania      | 71,38 | 69,24 | 69,84 | 72,71           | 73,71           | n               | 73,71  |                  |
| 5       | Zalina Marghieva    | 28  | Moldavia      | 69,01 | n     | 72,38 | 73,50           | 72,96           | 70,24           | 73,50  |                  |
| 6       | Amber Campbell      | 35  | Stati Uniti   | 68,18 | 68,85 | 70,20 | 70,57           | 72,74           | 71,09           | 72,74  |                  |
| 7       | Hanna Malyshik      |     | Bielorussia   | 66,58 | n     | 70,38 | 70,60           | 69,68           | 71,90           | 71,90  |                  |
| 8       | DeAnna Price        | 23  | Stati Uniti   | 68,12 | n     | 70,95 | n               | 61,95           | 69,18           | 70,95  |                  |
| 9       | Joanna Fiodorow     | 27  | Polonia       | 69,87 | n     | 68,63 | Non qualificate | Non qualificate | Non qualificate | 69,87  |                  |
| 10      | Rosa Rodríguez      | 30  | Venezuela     | 67,94 | 66,87 | 69,26 | Non qualificate | Non qualificate | Non qualificate | 69,26  |                  |
| 11      | Alexandra Tavernier | 23  | Francia       | n     | 65,18 | n     | Non qualificate | Non qualificate | Non qualificate | 65,18  |                  |
| -       | Wang Zheng          | 29  | Cina          | n     | n     | n     | Non qualificate | Non qualificate | Non qualificate | NM     |                  |